# 聖龐加爵
圣庞加爵（拉丁語：Sanctus Pancratius）是一名天主教敬奉的圣人。作为一名皈依基督教的罗马公民，因此缘故在其十四岁时殉道，时在约公元304年。庞加爵的名字在希腊语中的含义为：“握住一切的那个人”（"the one that holds everything"）。
圣庞加爵与圣聂勒、圣亚基略的瞻礼日同在5月12日。

## 传说
圣庞加爵，一般上被认为是原籍小亚细亚的弗里吉亚的孤儿，约诞生于289年。庞加爵原本为罗马公民，母亲Cyriada于他出生时去世，父亲Cleonius则于他八岁时逝世。庞加爵由舅舅Dionysius抚养长大，并移居罗马西里欧山。在那里，庞加爵信奉了基督教，成为了一名坚定的信徒。
庞加爵于4世纪初戴克里先教难时期被逮捕，并被要求向罗马众神献祭。由于他坚决拒绝，被斩首致命，约于304年。
庞加爵的遗体被葬于加里波的公墓。他的头被放置五世纪为他建立的圣庞加爵圣殿。

## 紀念
为了纪念他，圣奥思定在坎特伯雷建立了一座圣堂以他命名、大圣额我略教宗特别为本笃会修士们建造了一座修院也以他命名。
英國倫敦的聖潘克拉斯社區也是因為當地以庞加爵命名的教堂而得名。

## 艺术形象

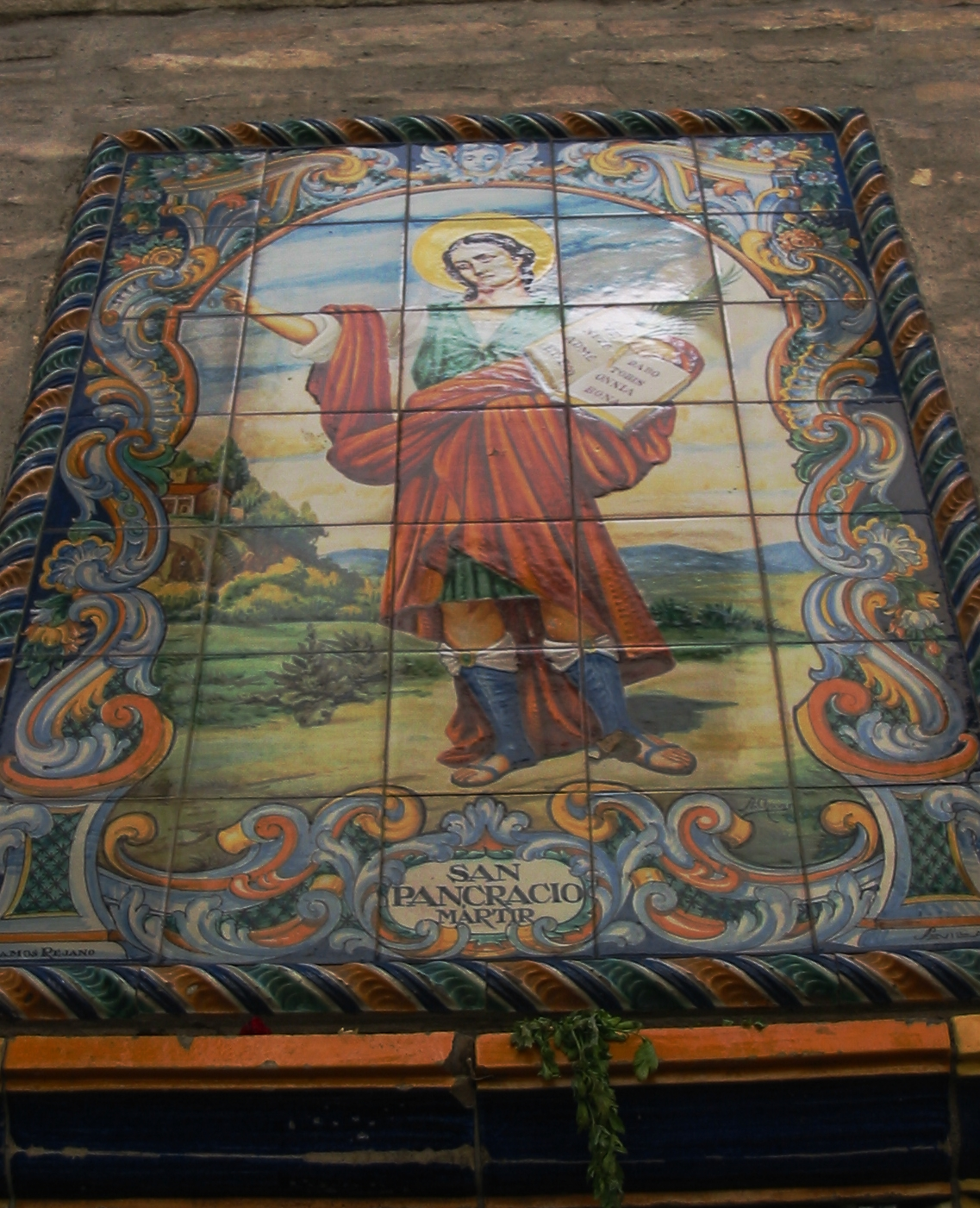
塞维利亚一个教堂里的壁画。
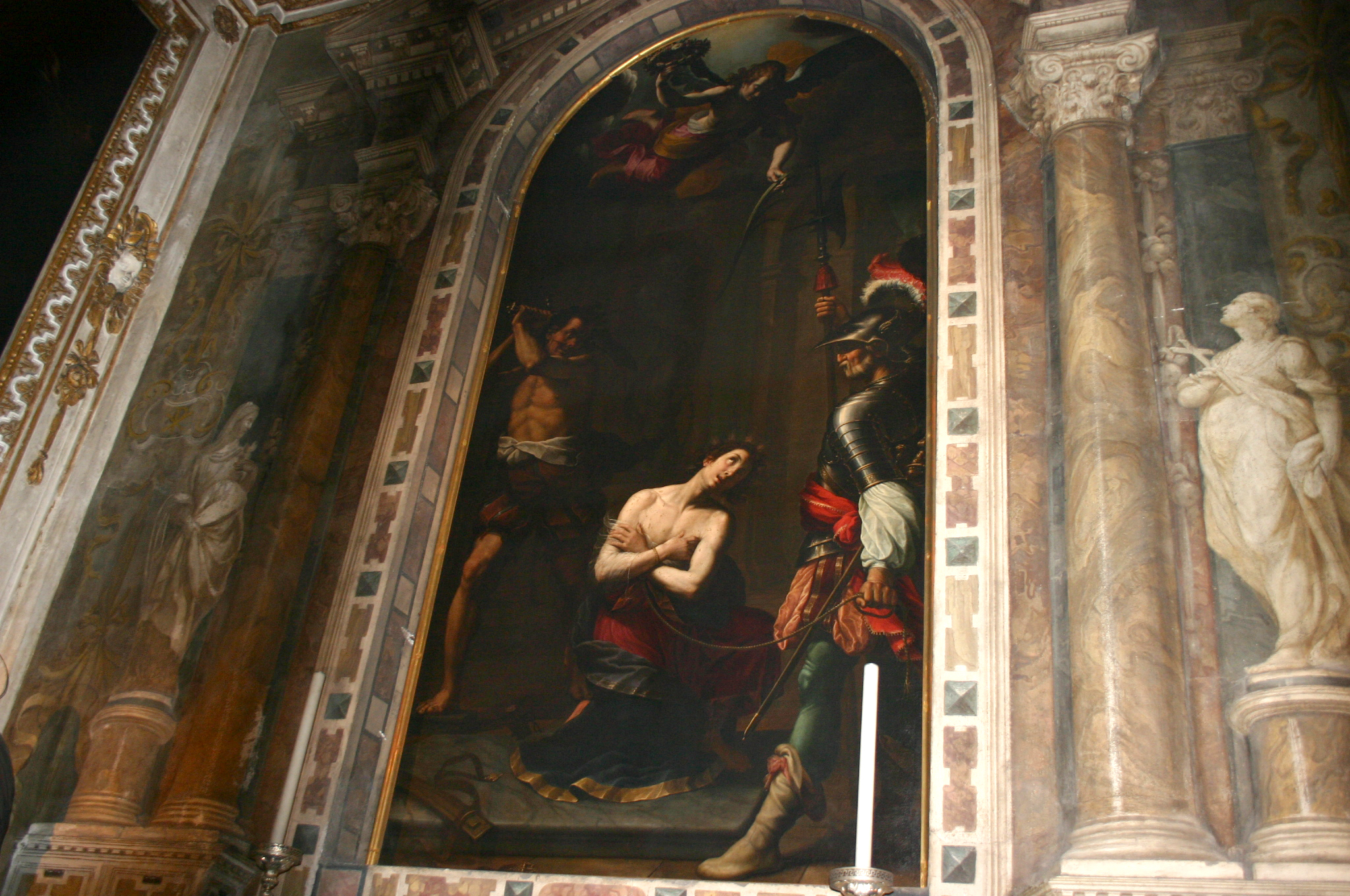
米兰的圣亚历山大堂内的壁画